# Mariette (personage)
Mariette is een personage uit de televisiereeks Hallo België!. Ze werd gespeeld door Lutgarde Pairon en verscheen in de serie in 2004.

## Personage
Mariette werkt op de boekhouding en administratie van brouwerij Rovan Pils. Ze is de secretaresse van de directeur, Mijnheer Roger Van Mechelen. Wanneer een zekere Julien een studentenjob zoekt, kan hij aan de slag op de brouwerij. Mijnheer Roger zet hem op de facturatie bij Mariette, door Roger bij die gelegenheid ‘Dikke Mariette’ genoemd, omdat hij weet dat ze heel streng en strikt is. De dochter van Roger Van Mechelen, Charlotte, zei dan ook: ‘die gendarm’. Dikke Mariette kan niet tegen laatkomers en heeft een zwarte gordel karate (volgens Marta).
Mariette vindt net zoals iedereen Mijnheer Roger een norse en moeilijke man, alleen kan ze dat niet zeggen zoals Charlotte of Marta, want hij is haar baas en werkgever.
Eén keer durft ze iets tegen hem zeggen, wanneer ze met vakantie naar Rome gaat en Roger zegt: ‘als ge de paus ziet, zegt dat hij een goed woordje doet bij de lieve heer dat ik van de zingende zaag vanaf geraak’. Daarop antwoordde ze: ‘de kans dat ik die tegen het lijf loop is klein, maar ik zal een bougie voor u branden’, waarop Roger weer zegt ‘dat ik ook al iets…’ en zij dan antwoordde: ‘dat ge wat verdraagzamer wordt’. Met "de zingende zaag" bedoelde Roger Van Mechelen Julien.

## Uiterlijk
- blond haar
- eenvoudig gekleed